# اطلس خط
اطلس خط کتابی از حبیب اله فضائلی است که در سال ۱۳۵۰ منتشر و برندهٔ جایزه کتاب سال سلطنتی شد.